# Bindaetteok
El bindaetteok (literalmente ‘panqueque de frijol chino’), también llamado nokdujeon, es una variedad de jeon o panqueque coreano. Se elabora con frijoles chinos triturados y cebolleta, kimchi o pimientos, friéndose en sartén.

## Historia
El bindaetteok aparece por primera vez con el nombre binjatteok en la Eumsik dimibang, una enciclopedia de cocina escrita en los años 1670 por la señora Jang, la esposa de un funcionario. El plato se preparaba originalmente friendo una mezcla de frijoles chinos puestos en remojo y triturados, cerdo, helecho, brotes de frijol chino y col kimchi. Se usaba miel para sazonarlo y se le añadía carne.